# Godefroy Wendelin
Godefroy Wendelin o Vendelin (Herk-de-Stad, 6 giugno 1580 – Gand, 24 ottobre 1667) è stato un astronomo belga fiammingo.
È anche conosciuto con il nome latino Vendelinus, o come Govaert Wendelen. Il suo nome è talvolta scritto Godefroid o Gottfried.
Intorno al 1630 Wendelin misurò la distanza tra la Terra e il Sole usando il metodo di Aristarco da Samo. Il valore da lui calcolato era il 60% del valore reale (243 volte la distanza dalla Luna; il valore vero è circa 384 volte; Aristarco calcolò circa 20 volte).
Nel 1643 egli riconobbe che la terza legge di Keplero era applicabile ai satelliti medicei di Giove.
Wendelin corrispose con Mersenne, Gassendi e Constantijn Huygens.
Gli è stato dedicato l'asteroide 16444 Godefroy.